# يوجينيسن لينغدوه
يوجينيسن لينغدوه (بالإنجليزية: Eugeneson Lyngdoh)‏ (ولد في 10 سبتمبر 1986 في شيلونغ، ميغالايا) هو لاعب كرة قدم هندي يلعب كلاعب وسط في نادي ATK، وهو ناد من الدوري الممتاز الهندي.

## وصلات خارجية
- يوجينيسن لينغدوه على موقع قاعدة بيانات كرة القدم.إي يو (الإنجليزية)
- يوجينيسن لينغدوه على موقع ناشيونال فوتبول تيمز (الإنجليزية)
- يوجينيسن لينغدوه على موقع Soccerway.com (الإنجليزية)
- Profile at Goal.com